# Nafessa Williams

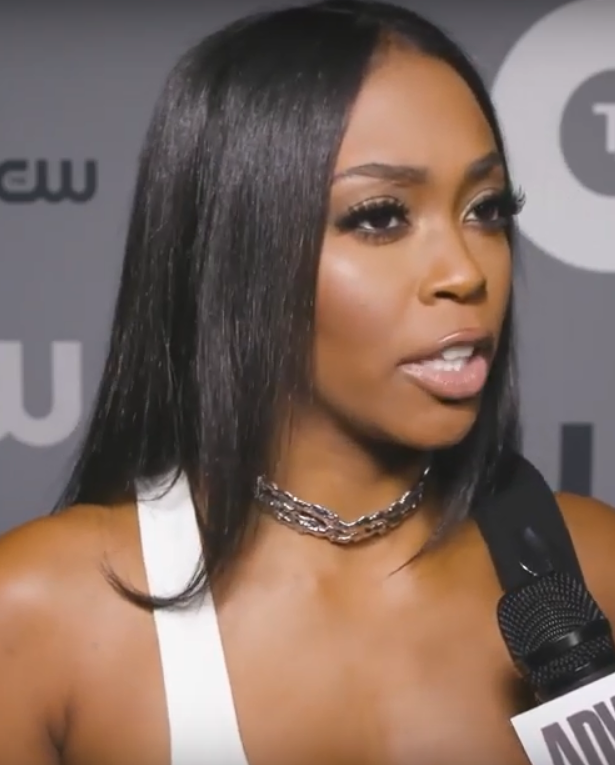
Nafessa Williams (2019)

Nafessa Williams (ur. 4 grudnia 1989 w Filadelfii) – amerykańska aktorka, która wystąpiła m.in. w serialu Black Lightning.

## Filmografia

### Filmy
| Rok  | Tytuł               | Rola          | Uwagi |
| ---- | ------------------- | ------------- | ----- |
| 2011 | Streets             | Nicole Gordon |       |
| 2014 | The Dirty 30        | Samantha Kimm |       |
| 2015 | Brotherly Love      | Simone        |       |
| 2015 | The Man in 3B       | Krystal       |       |
| 2016 | Restored Me         | Monica Berry  |       |
| 2017 | Otrzęsiny           | Toya          |       |
| 2017 | True to the Game    | Sahirah       |       |
| 2019 | Policjanci i rasizm | Missy         |       |

### Telewizja
| Rok       | Tytuł                      | Rola               | Uwagi          |
| --------- | -------------------------- | ------------------ | -------------- |
| 2011      | Tylko jedno życie          | Deanna Forbes      | 35 odc.        |
| 2012      | Moda na sukces             | Margo Ivey         | 2 odc.         |
| 2013      | Dumb Girls                 | Female Co-Ed No. 1 | film TV        |
| 2014      | Survivor’s Remorse         | Adina Parker       | 1 odc.         |
| 2015      | Real Husbands of Hollywood | Eboni              | 1 odc.         |
| 2016      | Code Black: Stan krytyczny | dr Charlotte Piel  | 4 odc.         |
| 2017      | Twin Peaks                 | Jade               | 3 odc.         |
| 2017      | Tales                      | Jenny              | 1 odc.         |
| 2018-2021 | Black Lightning            | Anissa Pierce      | w gł. obsadzie |